# Tunesisch-Arabisch

Het donker blauw gedeelte is het gebied waar het Tunesisch wordt gesproken.

Tunesisch-Arabisch is een dialect van het Arabisch dat in Tunesië wordt gesproken door ruim 11 miljoen mensen. Het Tunesisch lijkt op het Libisch en Algerijns en in mindere mate het Maltees. De Tunesische woordenschat is beïnvloed door het Frans, Turks, Berbers en Italiaans. Het Tunesisch is het meest begrijpelijke dialect onder de Maghrebijnen maar is moeilijker verstaanbaar door inwoners van het Midden-Oosten.